# Христов, Христо
Хри́сто Ко́стов Хри́стов (болг. Христо Костов Христов; 11 апреля 1926, Пловдив — 16 апреля 2007, София) — болгарский театральный и кинорежиссёр и художник. Народный артист НРБ. Член Европейской киноакадемии.

## Биография
В 1952 году получил медицинское образование. Работал режиссёром и художником в самодеятельном театре. В 1958 году окончил ВИТИС (София). Был режиссёром и художником-декоратором в Народном театре (Пловдив). В 1966—1967 годах стажировался на «Мосфильме» у Михаила Ромма и Малена Хуциева. В 1974—1982 годах — председатель Союза болгарских кинематографистов.
На театре поставил «Иркутскую историю» Арбузова, «Оптимистическую трагедию» Вишневского, «Двенадцатую ночь» Шекспира, «Три высокие женщины» Олби, пьесы болгарских драматургов.

## Избранная фильмография
- 1969 — Иконостас / Иконостасът (с Тодором Диновым; по роману «Железный светильник» Димитра Талева)
- 1972 — Наковальня или молот / Наковалня или чук (совместно с СССР и ГДР)
- 1973 — Последнее лето / Последно лято
- 1974 — Дерево без корней / Дърво без корен
- 1976 — Циклоп / Циклопът
- 1977 — Против ветра / Срещу вятъра
- 1979 — Барьер / Бариерата (по повести Павла Вежинова)
- 1980 — Грузовик / Камионът
- 1981 — Тридцатитрехлетняя женщина / Една жена на тридесет и три
- 1984 — Собеседник по желанию / Събеседник по желание
- 1985 — Характеристика / Характеристика
- 1988 — Тест 88 / Тест «88»
- 1997 — Суламифь / Суламит

## Награды
- 1974 — Приз Мкф в Карлови-Вари («Дерево без корней»)
- 1978 — Народный артист БНР
- 1979 — Приз Мкф в Москве («Барьер»)
- 2005 — Орден «Стара-планина» I степени[1]